# Medvigy Gábor
Medvigy Gábor (Budapest, 1957. május 18. – 2023. augusztus 27.) magyar operatőr, fotóművész, egyetemi tanár.

## Életpályája
1979-ben fényképész vizsgát tett. Ezután a Mafilmnél dolgozott. 1980 óta a Magyar Fotóművészek Szövetségének tagja. 1981-ben egyéni kiállítása volt Benkő Viktorral Budapesten. 1981 óta a Művészeti Alap Képzőművészeti Tagozatának tagja. 1983–1986 között a Színház- és Filmművészeti Főiskola hallgatója volt operatőr szakon Koltai Lajos osztályában. 2001 óta a Színház- és Filmművészeti Egyetem operatőr tanára.
Tarr Béla, Kamondi Zoltán, Makk Károly, Janisch Attila és Jeles András alkotótársa is volt.

## Filmjei

### Operatőrként
- Kárhozat (1987)
- Tudatalatti megálló (1988)
- Kiki és a hímek (1988)
- Párhuzamos anyagcserék (1989)
- Úgy, ahogy volt… (1990) (rendező is)
- Az utolsó hajó (1990)
- Céllövölde (1990)
- Halálutak és angyalok (1991)
- Akkortájt csak a halott mosolygott… (1991)
- Neoszarvasbika (1992)
- Frici, a vállalkozó szellem (1993) (tévésorozat)
- Sátántangó (1994)
- Arany nyugágy (1995)
- A császár (1995)
- Szeressük egymást gyerekek! (1996)
- Hosszú alkony (1997)
- Derengő (1998)
- Az alkimista és a szűz (1998)
- Werckmeister harmóniák (2000)
- Márkus, az erdélyi (2002)
- Kísértések (2002)
- Másnap (2004)
- Magyar elsők (2006)
- Mansfeld (2006)
- Dolina (2006)
- Töredék (2006)
- A kísértés (2007)
- Yantra (2008)
- Így, ahogy vagytok (2010)
- Interludium (2014) (kisjátékfilm)
- Halj már meg! (2015)
- A rossz árnyék (2018)
- A Kinematográfus (2022) (dokumentumfilm)

### Színészként
- Petőfi '73 (1973)
- Holnap lesz fácán (1974)

### Rendezőként
- Éljen a világ és táguljon (1991)
- Arckép bemondónővel (1992)

## Díjai, elismerései
- Filmkritikusok Díja (1989, 1995, 2000, 2008)
- Balázs Béla-díj (1992)
- Az Év Operatőre (1995)
- A filmszemle különdíja (2001)
- Gundel művészeti díj (2001)
- A filmszemle díja (2002, 2004)
- Érdemes művész (2009)